# بخش دوخوفشچینسکی
بخش دوخوفشچینسکی (به لاتین: Dukhovshchinsky District) یک منطقهٔ مسکونی در روسیه است که در استان اسمولنسک واقع شده‌است.